# Diospyros soporifera
Diospyros soporifera är en tvåhjärtbladig växtart som beskrevs av Bakh. Diospyros soporifera ingår i släktet Diospyros och familjen Ebenaceae. Inga underarter finns listade i Catalogue of Life.